# Madulain
Madulain é uma comuna da Suíça, no Cantão Grisões, com cerca de 182 habitantes. Estende-se por uma área de 16,35 km², de densidade populacional de 11 hab/km². Confina com as seguintes comunas: Bever, La Punt-Chamues-ch, Pontresina, S-chanf, Zuoz.
As línguas oficiais nesta comuna são o Romanche e o Alemão, sendo o italiano a terceira língua mais frequente (17,22 % dos habitantes).